# Арджуста-Мориччо
Арджуста-Мориччо (фр. Argiusta-Moriccio, корс. Arghjusta è Muricciu) — коммуна во Франции, находится в регионе Корсика. Департамент коммуны — Южная Корсика. Входит в состав кантона Тараво-Орнано. Округ коммуны — Сартен.
Код INSEE коммуны — 2A021.

## Население
Население коммуны на 2008 год составляло 86 человек.
| 1962 | 1968 | 1975 | 1982 | 1990 | 1999 | 2008 |
| ---- | ---- | ---- | ---- | ---- | ---- | ---- |
| 188  | 137  | 127  | 105  | 93   | 77   | 86   |

## Экономика
В 2007 году среди 31 человека в трудоспособном возрасте (15—64 лет) 18 были экономически активными, 13 — неактивными (показатель активности — 58,1 %, в 1999 году было 33,3 %). Из 18 активных работали 15 человек (7 мужчин и 8 женщин), безработными были 3 мужчины. Среди 13 неактивных 4 человека были учениками или студентами, 7 — пенсионерами, 2 были неактивными по другим причинам.